# Christian Eigner
Christian Eigner (Viena, 3 de marzo de 1971) es un baterista austríaco. Es conocido por participar desde 1997 con el grupo británico de música electrónica Depeche Mode.

## Trayectoria
Eigner nació en Viena, Austria. Desde pequeño tocaba la batería, hasta que a los 16 años comenzó su carrera profesional haciendo giras y grabando la percusión en diversos álbumes. En 1995 llegó a Londres, donde pudo colaborar en el equipo de producción de David Clayton y Kerry Hopwood.
Eigner comenzó su colaboración con Depeche Mode en 1997, cuando realizaron dos breves presentaciones con el nombre de Ultra Parties como única promoción del álbum Ultra del mismo año que produjera Tim Simenon, para, junto con Clayton en los teclados, suplir la ausencia de Alan Wilder, que había abandonado la banda dos años antes.
El año siguiente el grupo realizó una gira en forma llamada The Singles Tour con motivo de su compilación The Singles 86>98, para la cual nuevamente convocaron a Eigner. Desde esa ocasión, junto al teclista Peter Gordeno, sustituyeron la parte de Wilder en el escenario. En 2001 grabó la batería en la canción "I Am You" del álbum Exciter de Depeche Mode y poco después nuevamente se embarcó con ellos en la gira Exciter Tour, apareciendo junto con el grupo en el video de la canción Freelove.
Para el álbum  Playing the Angel de Depeche Mode, su colaboración fue aún más activa al haber musicalizado con Andrew Phillpott los temas "Suffer Well", "I Want It All" y "Nothing's Impossible" compuestos por el cantante Dave Gahan, de los que el primero incluso fue seleccionado como uno de los sencillos del álbum. Posteriormente él y Gordeno participaron nuevamente con la banda en la gira promocional Touring the Angel.
Aunque es de las pocas personas que ha compuesto canciones para Depeche Mode, Eigner no llegó a ser integrado formalmente como miembro de la banda, quizás por motivos laborales. En el segundo álbum solista de Dave Gahan, Hourglass de 2007, Eigner nuevamente colaboró con el cantante y con Phillpott en la composición y producción de todo el disco. Para el álbum Sounds of the Universe de Depeche Mode en 2009, Eigner coescribió nuevamente con Gahan y Phillpott, tres canciones, "Hole to Feed", "Come Back" y "Miles Away/The Truth is", e incluso grabó la batería de la primera así como la del tema "Fragile Tension" del álbum; "Hole to Feed" además fue elegida nuevamente como sencillo del álbum. Al poco, Eigner participó con DM en la gira de apoyo Tour of the Universe durante 2009-10, incluso tocando el teclado para el tema "Waiting for the Night" las fechas que fue incluido.
En 2013, Eigner apareció otra vez con la banda en el vídeo del tema Heaven del álbum Delta Machine de ese año. Posteriormente participó otra vez con DM durante toda la gira Delta Machine Tour, en la que nuevamente apareció en el teclado para interpretar el tema "When the Body Speaks". En 2017, Eigner coescribió con el vocalista Dave Gahan y con Peter Gordeno los temas "Cover Me" y "Poison Heart" del álbum Spirit de DM, para el que participó también en la respectiva gira promocional Global Spirit Tour, y de los cuales el primero fue incluso el tercer disco sencillo del álbum.
Para 2023, apareció nuevamente como coescritor, con Gahan y Gordeno, del tema "Before We Drown"; y con Gahan, Marta Salogni y James Ford del tema "Speak to Me", ambos del álbum Memento Mori de Depeche Mode y ambos seleccionados como sencillos del material, y se embarcó de nuevo con ellos en la correspondiente gira Memento Mori World Tour tocando incluso el teclado otra vez para el tema "Waiting for the Night".
Se puede apreciar la participación de Christian Eigner con Depeche Mode en las películas/concierto One Night in Paris de 2002, Touring the Angel: Live in Milan de 2006, Tour of the Universe: Barcelona 20/21.11.09 de 2010, Live in Berlin de 2014 y  Live Spirits de 2020.
Conocido por su rol como baterista, Eigner en realidad ha alternado su especialidad experimentando con formas de música electrónica, lo cual inicialmente facilitó su colaboración con Depeche Mode. Eigner ha trabajado también con el productor Tim Simenon para el proyecto Bomb the Bass.

## Otros proyectos
Desde 1997, Eigner junto con los también músicos austriacos Karl Ritter y Al Slavik formó la banda Sel Gapu Mex, teniendo grabado un disco y habiendo salido de gira en 2006. En 2005 con su también coterráneo Erich Buchebner musicalizaron la película austriaca Die Viertelliterklasse.
Dado el buen resultado de su colaboración con Andrew Phillpott, han trabajado como dueto bajo el nombre Das Shadow produciendo remezclas de temas electrónicos entre los que se encuentran incluso piezas del dúo Erasure.
A fines de 2009, con Daryl Bamonte y el vocalista Florian Kraemmer formó el proyecto Compact Space que grabó un álbum con canciones escritas por ellos tres junto con Andrew Phillpott. En agosto de 2016, grabó con Martyn LeNoble, Mark Lanegan, y Dave Gahan de DM, una versión del tema "Cat People (Putting Out Fire)", original de Giorgio Moroder y David Bowie de 1982, la cual pusieron a disposición de manera digital.

## Discografía solista
En 2005, tras de su aportación a Depeche Mode, Eigner realizó también su primer álbum solista.
- Recovery (2005, tan sólo como Eigner)

1. Stalking
2. Watch Me Grow
3. Go
4. Roads to Nowhere
5. Recovery
6. Empty Stage
7. Mood for Love
8. Still Here
9. Perfect
10. Air
11. Girls
12. Brothers